# 元時站
元時站（：／ Wonsi yeok */?）是首都圈電鐵西海線的終點車站，位於韓國京畿道安山市檀園區元時洞。未來廣域鐵道新安山線通車後，本站將成為兩線共線區間的沿線車站。

## 車站結構
站體為2面2線側式月台的地下車站，候車月台設有月台幕門，並有2處出口。

### 月台配置
| ↑ 時雨   |
| \| 下    |
| 起終點站 |

| 月台 | 路線              | 目的地                   |
| ---- | ----------------- | ------------------------ |
| 上行 | ●首都圈電鐵西海線 | 始興市廳、草芝、素砂方向 |
| 下行 | ●首都圈電鐵西海線 | 此站終着                 |

## 歷史
- 2018年6月16日：落成啟用。

## 車站周邊
- 半月國家產業園區（朝鲜语：반월국가산업단지）（安山智慧基地）
- 觀景台公園
- 別望城遺址（朝鲜语：별망성지）

## 圖片

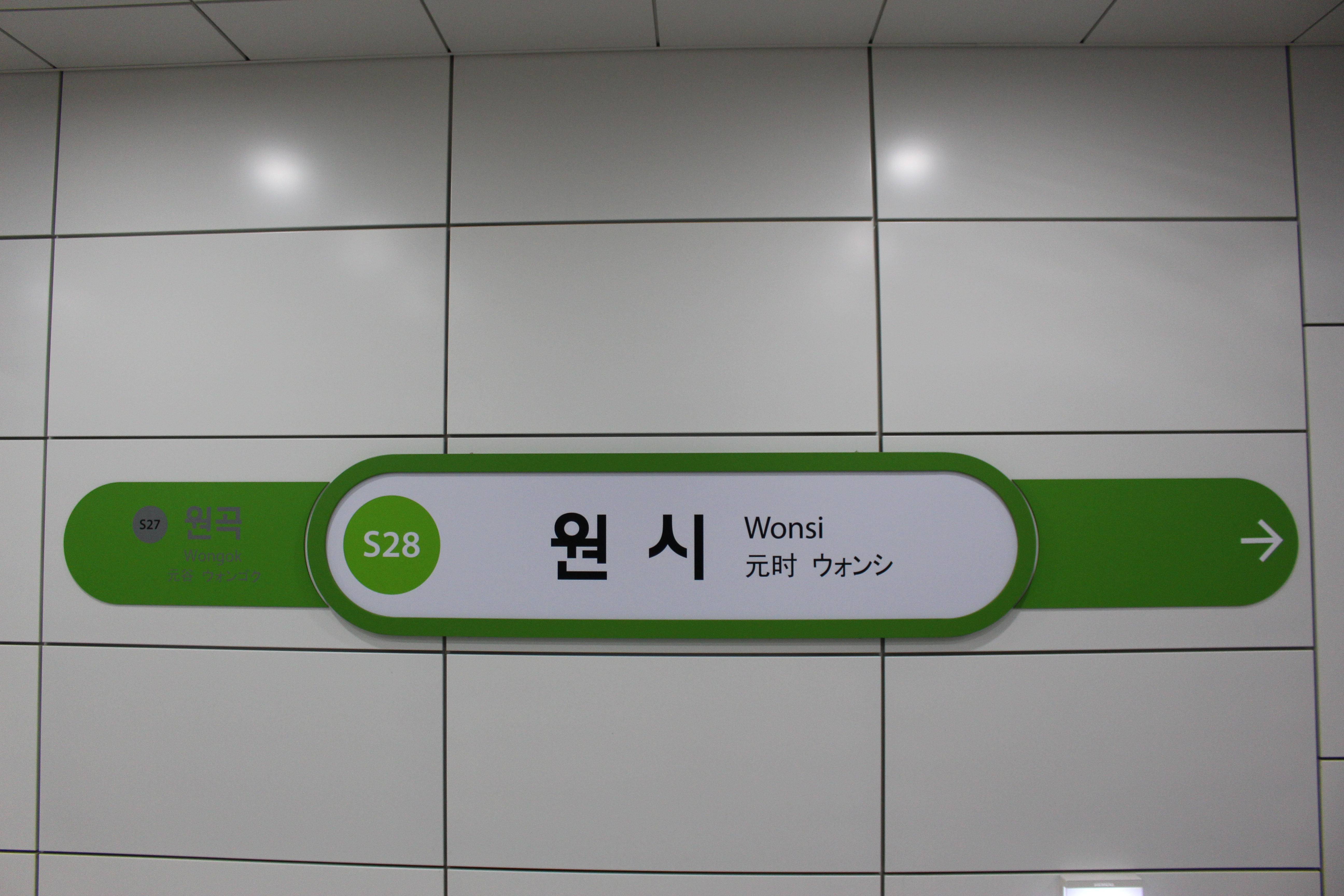
站名牌
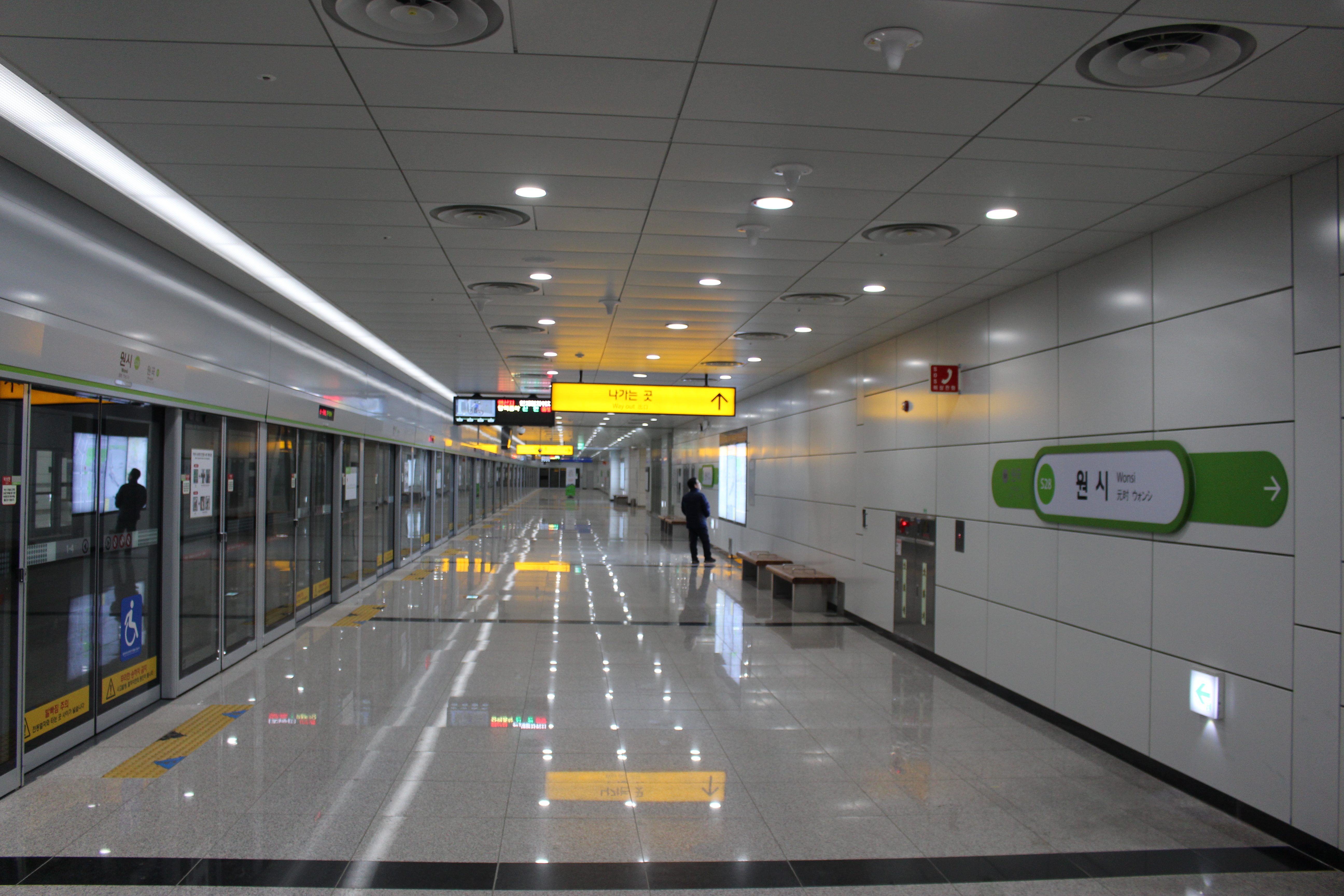
候車月台
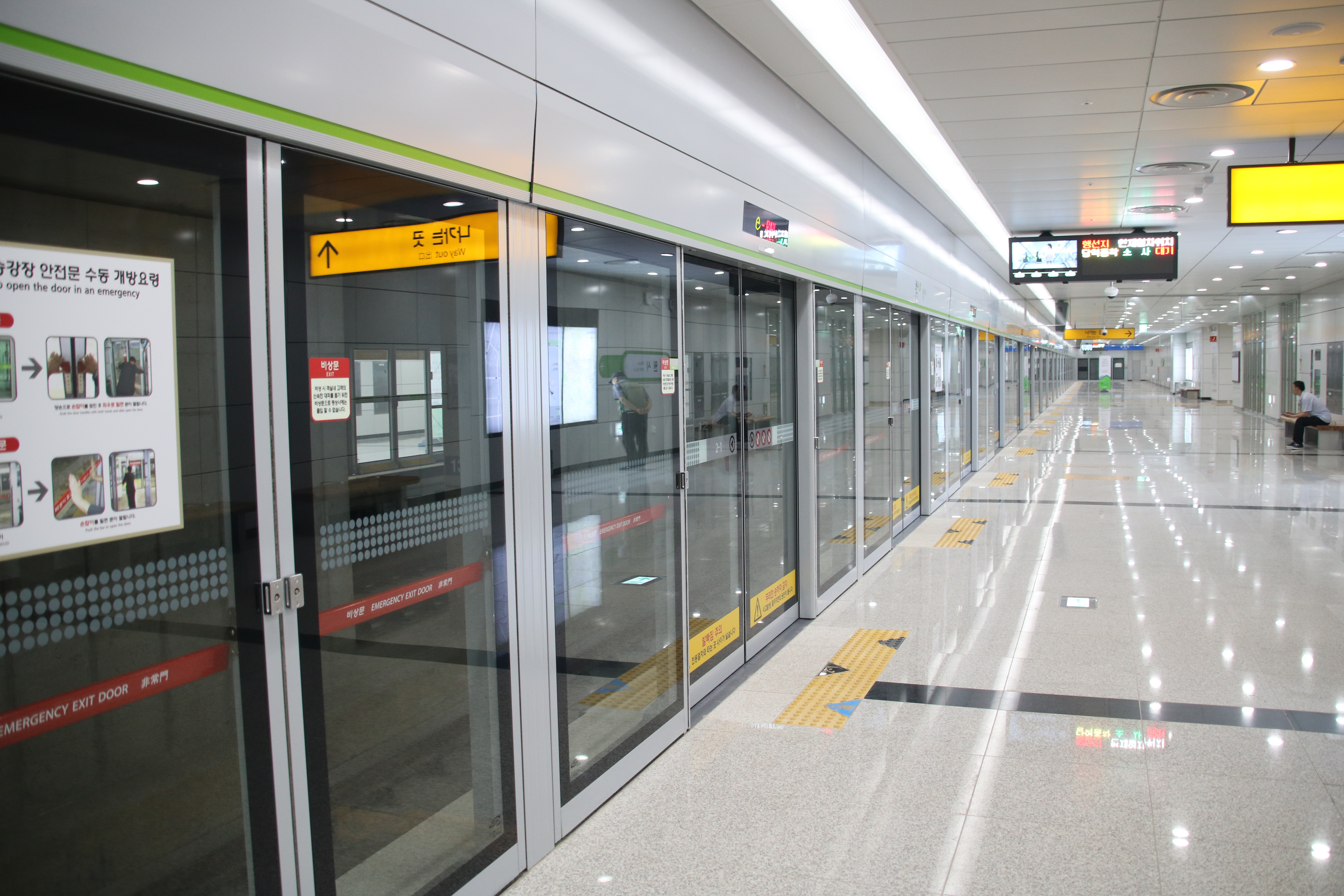
候車月台
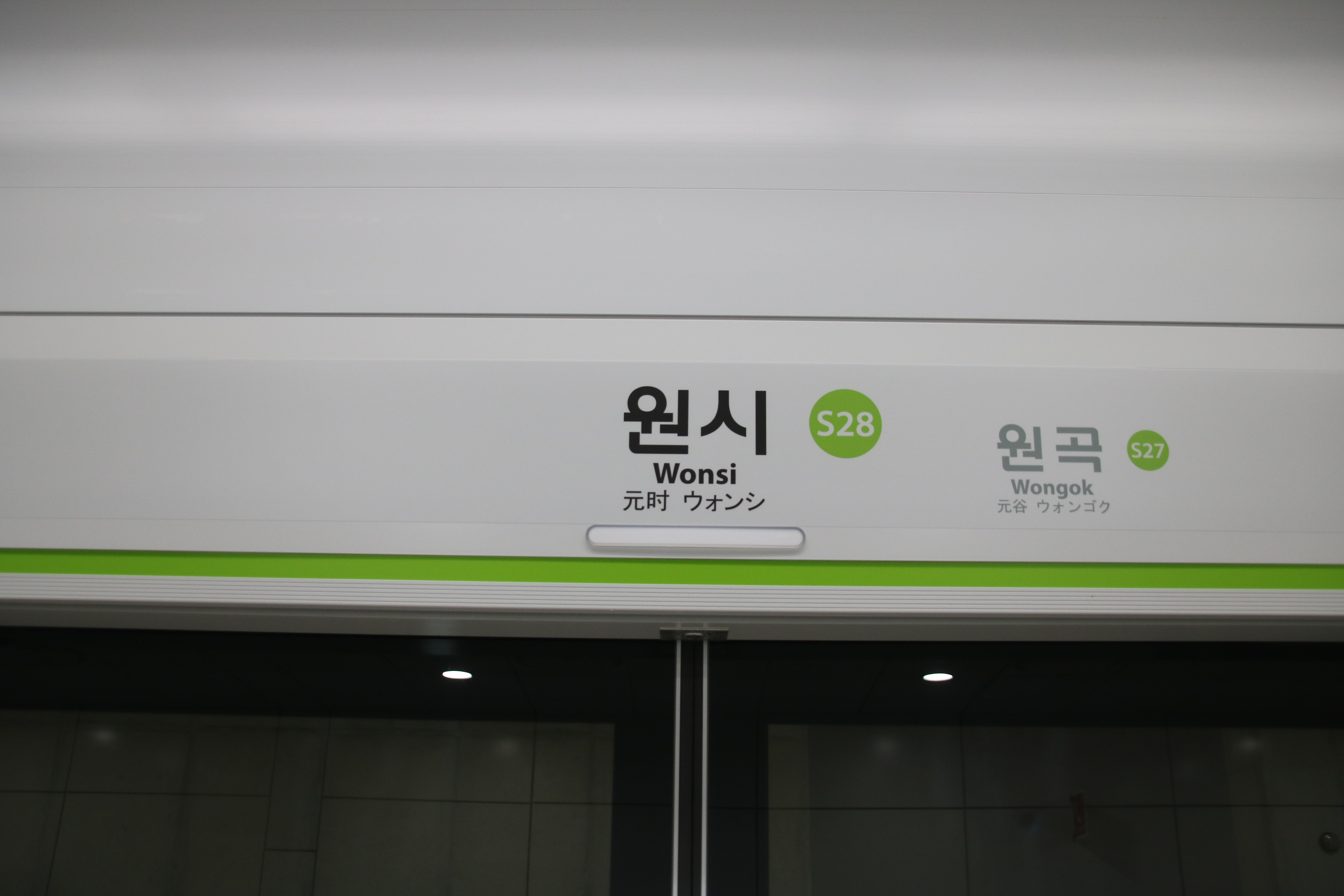
月台門資訊板
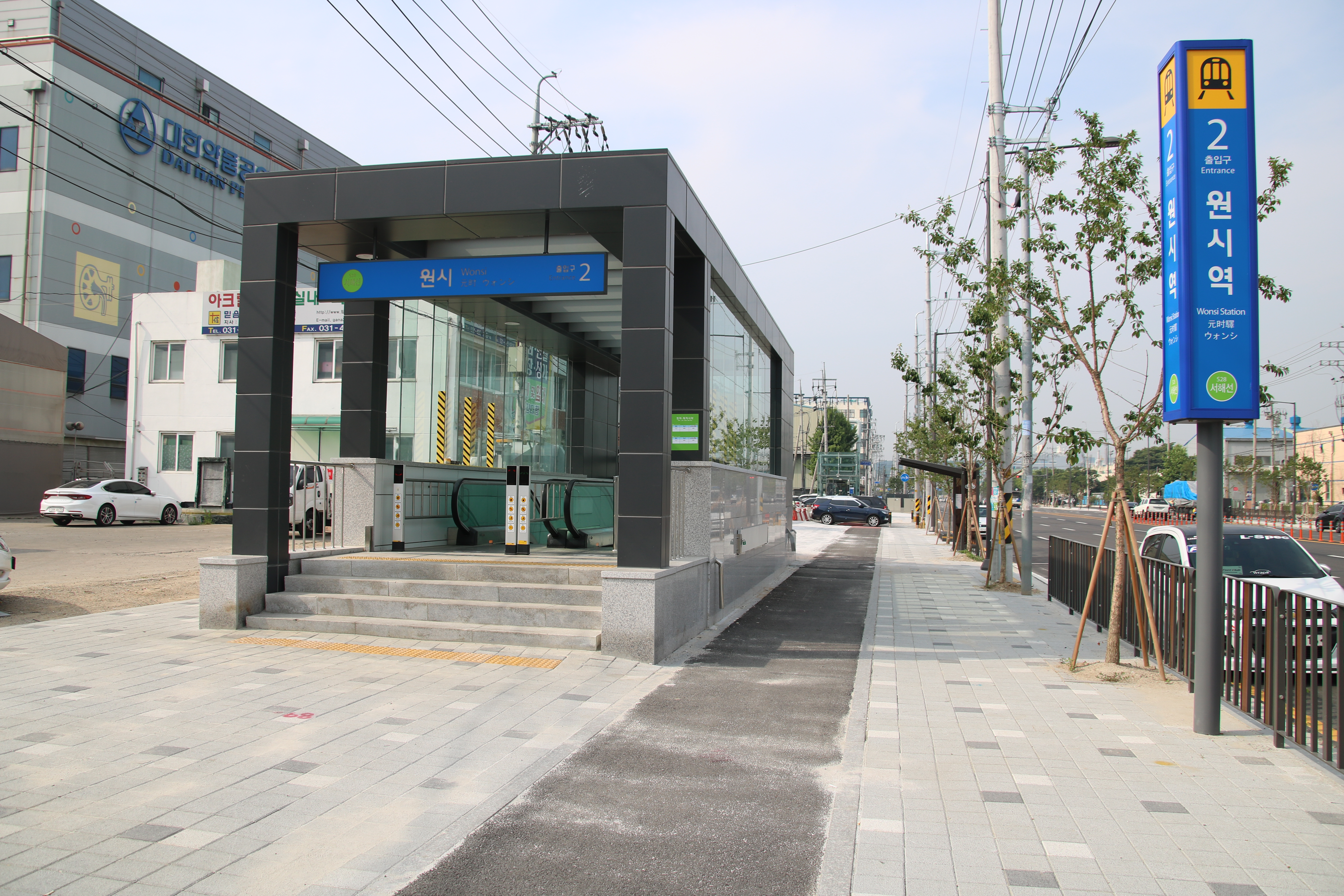
2號出口

## 相鄰車站
韓國鐵道公社
●首都圈電鐵西海線
時雨（S27）－元時（S28）